# Zé Roberto (futebolista)
José Roberto da Silva Júnior (São Paulo, 6 de julho de 1974), mais conhecido como Zé Roberto, é um ex-futebolista brasileiro que atuava como meio-campista, volante ou lateral-esquerdo.
Jogou por grandes clubes do futebol mundial, sendo grande ídolo da Portuguesa, do Santos, do Grêmio, do Palmeiras e do Bayern de Munique. Representou também a Seleção Brasileira, conquistando duas Copas América e duas Copas das Confederações, além de ter sido titular na Copa do Mundo de 2006. Era integrante do movimento Bom Senso F.C., que reivindicava uma melhor estrutura para o futebol do Brasil.
Atualmente é embaixador do Palmeiras, realizando ações de marketing pelo mundo e ações sociais dentro do Brasil, além de representar o clube em eventos, quando necessário. Anteriormente ocupou o cargo de assessor técnico, onde atuava diretamente com os jogadores e a comissão técnica.

## Carreira

### Início
Zé Roberto começou nas categorias de base do Palestra de São Bernardo, onde sempre apresentou um futebol diferenciado. Caracterizado pelos belos dribles e passes geniais, o jogador despertou o interesse da Portuguesa, que o levou para atuar na base logo no começo da década de 90.

### Portuguesa
Em 1994, fez a sua estreia como profissional pela Portuguesa. Seu destaque foi dois anos mais tarde, em 1996, quando ainda jogava como lateral-esquerdo. Acabou levando a Lusa para a final do Campeonato Brasileiro, após um oitavo lugar na fase classificatória e vitórias sobre Cruzeiro e Atlético Mineiro. No grande jogo decisivo contra o Grêmio, em 11 de dezembro, a Portuguesa venceu por 2 a 0 na ida, mas na volta, quatro dias mais tarde, foi derrotada pelo mesmo placar. O critério que desempatou foi a posição na fase classificatória, em que o clube gaúcho ficou duas posições à frente. Ao fim do campeonato, Zé Roberto foi escolhido o melhor lateral-esquerdo do torneio na premiação Bola de Prata. Tal prêmio fez com que o jovem de 22 anos ganhasse destaque internacional, atraindo o interesse de grandes clubes europeus.

### Real Madrid
Seu último ano na Portuguesa foi em 1996, quando transferiu-se oficialmente para o Real Madrid em janeiro de 1997. Sua camisa na época era a 21, que foi deixada pelo meio-campista espanhol Luis Enrique. A negociação girou em torno de 9 milhões de euros, o equivalente a 41,6 milhões de reais, se tornando a maior transação do futebol brasileiro envolvendo um lateral esquerdo. Apesar do grande assédio a Zé Roberto, ele produziu abaixo do esperado, sendo pouco aproveitado nas partidas da La Liga e atuando muitas vezes entre os reservas da equipe, disputando 23 partidas no total.

### Flamengo
Seu rendimento baixo resultou em empréstimo ao Flamengo na mesma temporada. Chegou a tempo de disputar o Campeonato Carioca de 1998 sob o comando de Paulo Autuori, ao lado de grandes jogadores como Romário, Palinha, Juan e seu amigo Rodrigo Fabri, presente no vice-campeonato de 1996 com a Portuguesa. Tinha feito uma boa temporada com a camisa do clube carioca, o suficiente para o levar de volta à Europa. Após o termino do seu empréstimo com o Flamengo, o Real Madrid o negociou com o futebol alemão, sendo contratado pelo Bayer Leverkusen.

### Bayer Leverkusen
Mesmo com certas turbulências, Zé alcançou o topo de sua carreira na Europa, quando chegou a Alemanha para se acertar com o Bayer Leverkusen no final da década de 90. Por lá, jogou ao lado de grandes personagens do futebol internacional como o meia Michael Ballack, o goleiro Hans-Jörg Butt e o centroavante búlgaro Dimitar Berbatov. Essa passagem foi o início de uma grande amizade com o zagueiro Lúcio, que tinha acabado de sair do Internacional em uma cara negociação. Futuramente, ambos seriam companheiros no Bayern de Munique, época mais vitoriosa da dupla e da Seleção Brasileira treinada por Carlos Alberto Parreira. Juntos, levaram o clube  alemão ao grande auge. Foram vice-campeões do campeonato nacional nas temporadas 1998–99 e 2001–02, além de chegarem a final da Liga dos Campeões contra o Real Madrid, ex-clube de Zé Roberto. Nessa final, o já meio-campista não jogou, e sua equipe acabou derrotada por 2 a 1.
No total pelo Leverkusen, o brasileiro atuou em 150 partidas, marcou 19 gols e distribuiu 42 assistências.

### Bayern de Munique

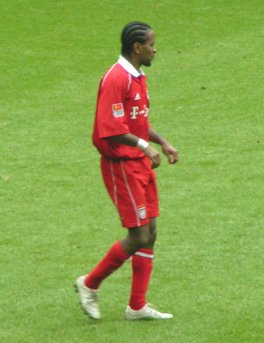
Zé Roberto pelo Bayern de Munique em 2006

Em 2002, então, iniciou sua primeira passagem por outro clube alemão: o poderoso Bayern de Munique. Pelos Bávaros, Zé Roberto viveu uma das melhores fase da sua carreira e conquistou diversos títulos. Deixou o time pela primeira vez em 2006, após perder espaço na equipe com a chegada do treinador Felix Magath. O meia, que ainda retornaria ao clube entre 2007 e 2009, tornou-se ídolo em Munique, atuou em 248 partidas e marcou 20 gols.
Livre no mercado após deixar o Bayern em 2006, Zé Roberto assinou, por meio de seu empresário Juan Figer, um contrato de três anos com o Nacional de Montevidéu, clube pelo qual ele nunca atuaria.

### Santos
Foi anunciado como reforço do Santos no 31 de agosto de 2006, fechando contrato por empréstimo até junho de 2007. Após ter realizado uma boa Copa do Mundo FIFA, Zé Roberto chegou no clube da Vila Belmiro e recebeu a camisa 10. O meia correspondeu às expectativas e foi o principal jogador da equipe no Campeonato Brasileiro, competição em que o Peixe terminou em 4º lugar.
Em maio de 2007 sagrou-se campeão do Campeonato Paulista, seu primeiro troféu conquistado no Brasil. Além do título, foi eleito o melhor jogador da competição. Já pela Copa Libertadores da América, principal meta do Santos no ano, ajudou o time a chegar na semifinal. Em 8 de junho anunciou, em entrevista coletiva no Centro de Treinamento Rei Pelé, que deixaria o Peixe após dez meses, além de renunciar à convocação da Seleção Brasileira para a disputa da Copa América na Venezuela. Nos dez meses que vestiu a camisa alvinegra, Zé Roberto fez 61 jogos, marcou 14 gols e deu nove assistências.

### Hamburgo
O contrato de Zé Roberto com o Bayern de Munique durou até 30 de junho de 2009. Os bávaros chegaram a lhe oferecer uma renovação por apenas uma temporada, mas o jogador recusou. Como já estava adaptado ao futebol alemão, Zé Roberto foi anunciado oficialmente como reforço do Hamburgo no dia 2 de julho de 2009, assinando um contrato de dois anos. O jornal Der Spiegel relatou que o clube pagou 4 milhões de euros em bônus de assinatura a Juan Figer, empresário do brasileiro.
Em maio de 2011, após o fim do contrato, Zé Roberto anunciou que deixaria a equipe.

### Al-Gharafa

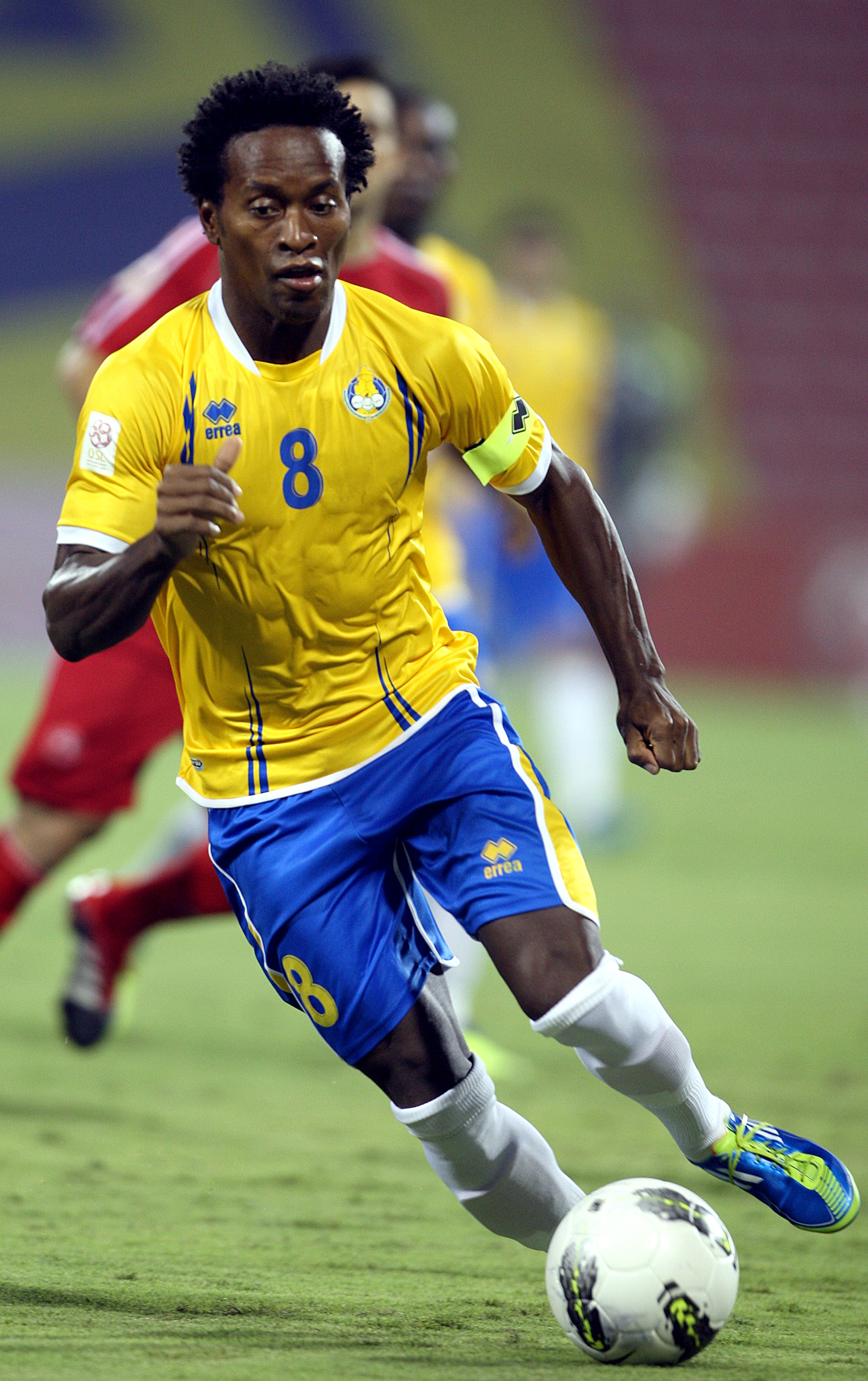
Zé Roberto atuando pelo Al-Gharafa em 2011

No dia 10 de julho de 2011, o jogador foi anunciado pelo Al-Gharafa, do Catar. Zé Roberto chegou para substituir o também meia Juninho Pernambucano, que havia retornado ao Vasco da Gama.
Estreou dando duas assistências pelo Campeonato Saudita. Marcou nove gols, deu duas assistências e foi candidato a melhor jogador da competição.

### Grêmio
Foi anunciado como novo reforço do Grêmio no dia 4 de maio de 2012, assinando contrato de um ano. O jogador se apresentou no dia 4 de junho, recebendo a camisa 10 e tornando-se um dos destaques do time, juntamente com Elano, Gilberto Silva, Marcelo Moreno e Marcelo Grohe.
No processo de renovação de seu contrato para 2013 declarou em entrevista: "[...] Minha identificação com o Grêmio foi muito rápida, e sinto o carinho dos torcedores de uma forma que não vivi em outros grandes clubes que joguei"
Apesar do prêmio Bola de Prata conquistado pelo desempenho no Campeonato Brasileiro de 2014, o clube não renovou seu contrato, que terminaria no dia 31 de dezembro.

### Palmeiras
No dia 22 de dezembro de 2014, Zé Roberto foi contratado e assinou por um ano com o Palmeiras. Realizou sua estreia oficial no dia 31 de janeiro de 2015, numa vitória sobre o Audax por 3 a 1, em partida válida pelo Campeonato Paulista. Antes da partida, o jogador deu uma expressiva preleção aos novos companheiros, sendo aclamado pela imprensa e pela torcida. Após ser vice-campeão paulista pelo clube, Zé Roberto foi eleito o pela FPF o melhor lateral-esquerdo da competição, sendo também incluso na seleção do campeonato.

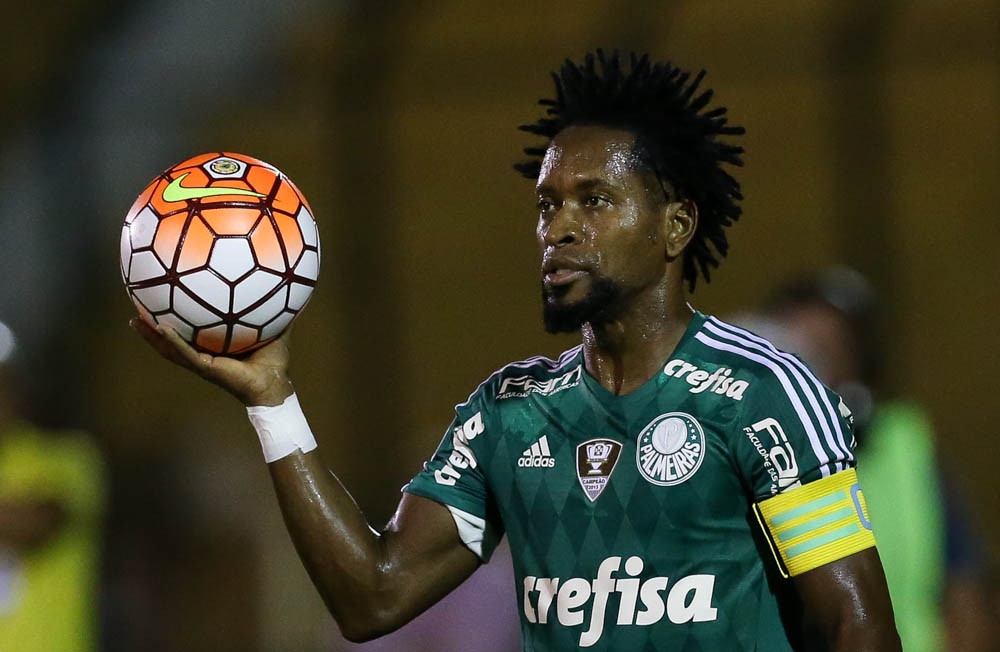
O meio-campista atuando pelo Palmeiras em 2016

O experiente jogador transformou-se num dos principais líderes da equipe durante a temporada de 2015, ficando com o posto de capitão durante a maior parte da temporada. No dia 2 de dezembro, na decisão da Copa do do Brasil contra o Santos, Zé Roberto sagrou-se campeão na primeira final disputada no Allianz Parque. Na decisão por pênaltis que definiu o título, o polivalente meio-campista foi um dos cobradores que tiveram êxito.
Zé Roberto renovou para 2016 e seguiu contrariando as estimativas do jogador 'veterano'. Aos 42 anos, disputou grande parte das partidas da temporada, salvou gols adversários, deu piques de "menino" e foi muitas vezes decisivo. O Palmeiras sagrou-se campeão brasileiro no dia 27 de novembro, após vencer a Chapecoense em casa por 1 a 0. Pouco mais de uma semana depois, o jogador renovou seu contrato por mais um ano, até o fim de 2017.
No dia 24 de maio de 2017, após fazer o terceiro gol contra o Atlético Tucumán pela última rodada da fase de grupos da Libertadores, Zé Roberto tornou-se o jogador mais velho a fazer um gol pela competição, com 42 anos, 10 meses e 18 dias.

## Seleção Nacional
Pela Seleção Brasileira, o meia participou de duas conquistas da Copa América e da Copa das Confederações FIFA.
Em 1998, Zé Roberto foi convocado por Zagallo para a Copa do Mundo FIFA realizada na França. Atuando ainda na lateral-esquerda e como reserva do então titular Roberto Carlos, Zé Roberto foi vice-campeão com o Brasil, que perdeu para a França por 3 a 0 na final.
Apesar de ter disputado a Copa América e a Copa das Confederações de 1999, não foi o bastante para fazê-lo integrar o elenco da Copa do Mundo de 2002, na qual a Seleção Brasileira conquistaria o pentacampeonato na Coreia do Sul e no Japão.
Na Copa do Mundo de 2006, apesar da campanha frustrante da Seleção Brasileira, Zé Roberto destacou-se como um dos melhores do torneio realizado na Alemanha. No total, o meia atuou em cinco partidas e marcou um gol na Copa, na vitória por 3 a 0 sobre Gana. Ao final da competição, o brasileiro esteve presente na seleção dos melhores da Copa do Mundo, eleita pela FIFA.
Em 2007, quando defendia o Santos, foi convocado pelo técnico Dunga para a disputa de mais uma Copa América. No entanto, o jogador acabou recusando o convite, optando por encerrar seu ciclo na Seleção, a fim de poder retornar ao Bayern de Munique.

## Aposentadoria
No dia 25 de novembro de 2017, ainda jogando pelo Palmeiras, anunciou sua aposentadoria após 23 anos de carreira. Recebeu aplausos em seu último jogo, contra o Botafogo, em 27 de novembro de 2017, na vitória do alviverde por 2 a 0. Em momento de grande comoção, deu volta olímpica no Allianz Parque e teve seu nome gritado em coro pela torcida, além de ser festejado por todos os jogadores em campo e receber uma placa do clube alviverde.

### Despedidas
Após realizar seu último jogo como profissional pelo Palmeiras em 2017, Zé Roberto voltou aos gramados em 2018 para um jogo de despedida pela Portuguesa. Mostrando vitalidade aos 43 anos, o ex-jogador atuou os 90 minutos na vitória da equipe paulistana por 2 a 0 sobre a Portuguesa Londrinense no Canindé, pela Copa Rubro-Verde. Aplaudido pela pequena torcida, Zé Roberto ouviu no final da partida o coro "Fica, Zé Roberto!". Além disso, posou para fotos com vários jogadores das duas equipes ao final da partida. "A Portuguesa foi o clube que me projetando para o mundo. Só tenho que agradecer. Fiquei muito feliz de receber esse convite. Estar aqui é como voltar no tempo. É ter boas recordações. Estou aqui recebendo o carinho dos torcedores. Isso é muito gratificante", disse o jogador antes da partida. Zé Roberto ainda foi convidado pelo clube paulista para defender a equipe na disputa da Série A2 do Paulistão, mas decidiu não aceitar e encerrar sua carreira.
Para e 2019, Zé Roberto programou um novo jogo de despedida festivo, agora pelo Palmeiras. A partida foi realizada no dia 13 de janeiro de 2019, no Allianz Parque, e teve como participantes amigos do ex-jogador e veteranos de diferentes times da história alviverde.

## Vida pessoal
Evangélico, escreveu o livro "Zé Roberto, Colhendo Frutos em Terra Seca", da Editora Central Gospel. Em 2008, quando atuava pelo Bayern de Munique, cogitou a possibilidade de estudar teologia após abandonar o futebol, para se tornar pastor evangélico.

## Estatísticas
Atualizadas até 28 de novembro de 2017

### Clubes
| Clube             | Temporada         | Campeonato nacional | Campeonato nacional | Copa nacional[a] | Copa nacional[a] | Competições continentais[b] | Competições continentais[b] | Outros torneios[c][d] | Outros torneios[c][d] | Total | Total |
| Clube             | Temporada         | Jogos               | Gols                | Jogos            | Gols             | Jogos                       | Gols                        | Jogos                 | Gols                  | Jogos | Gols  |
| ----------------- | ----------------- | ------------------- | ------------------- | ---------------- | ---------------- | --------------------------- | --------------------------- | --------------------- | --------------------- | ----- | ----- |
| Portuguesa        | 1994              | 18                  | -                   | -                | -                | -                           | -                           | -                     | -                     | -     | -     |
| Portuguesa        | 1995              | 19                  | 1'                  | -                | -                | -                           | -                           | -                     | -                     | -     | -     |
| Portuguesa        | 1996              | 25                  | -                   | -                | -                | -                           | -                           | -                     | -                     | -     | -     |
| Portuguesa        | Total             | 62                  | 1                   | -                | -                | -                           | -                           | -                     | -                     | 62    | 1     |
| Real Madrid       | 1996–97           | 9                   | 0                   | 0                | 0                | 0                           | 0                           | 0                     | 0                     | 9     | 0     |
| Real Madrid       | 1997–98           | 6                   | 0                   | 0                | 0                | 4                           | 1                           | 2                     | 0                     | 12    | 1     |
| Real Madrid       | Total             | 15                  | 0                   | 0                | 0                | 4                           | 1                           | 4                     | 0                     | 23    | 1     |
| Flamengo          | 1998              | -                   | -                   | -                | -                | -                           | -                           | 24                    | 0                     | 24    | 0     |
| Flamengo          | Total             | -                   | -                   | -                | -                | -                           | -                           | 24                    | 0                     | 24    | 0     |
| Bayer Leverkusen  | 1998–99           | 32                  | 4                   | 0                | 0                | 4                           | 0                           | 0                     | 0                     | 36    | 4     |
| Bayer Leverkusen  | 1999–00           | 27                  | 7                   | 0                | 0                | 3                           | 0                           | 0                     | 0                     | 30    | 7     |
| Bayer Leverkusen  | 2000–01           | 24                  | 2                   | 0                | 0                | 7                           | 0                           | 0                     | 0                     | 31    | 2     |
| Bayer Leverkusen  | 2001–02           | 30                  | 4                   | 2                | 0                | 15                          | 1                           | 0                     | 0                     | 47    | 5     |
| Bayer Leverkusen  | Total             | 113                 | 17                  | 2                | 0                | 29                          | 1                           | 0                     | 0                     | 144   | 18    |
| Bayern de Munique | 2002–03           | 31                  | 1                   | 4                | 1                | 7                           | 0                           | 0                     | 0                     | 42    | 2     |
| Bayern de Munique | 2003–04           | 30                  | 2                   | 2                | 0                | 7                           | 0                           | 1                     | 0                     | 40    | 2     |
| Bayern de Munique | 2004–05           | 22                  | 1                   | 4                | 0                | 8                           | 1                           | -                     | -                     | 34    | 2     |
| Bayern de Munique | 2005–06           | 27                  | 1                   | 4                | 0                | 8                           | 0                           | 0                     | 0                     | 39    | 1     |
| Bayern de Munique | Total             | 110                 | 5                   | 14               | 1                | 30                          | 1                           | 1                     | 0                     | 155   | 7     |
| Santos            | 2006              | 12                  | 2                   | -                | -                | 1                           | 0                           | -                     | -                     | 13    | 2     |
| Santos            | 2007              | 1                   | 0                   | 0                | 0                | 14                          | 7                           | 20                    | 3                     | 35    | 12    |
| Santos            | Total             | 13                  | 2                   | 0                | 0                | 15                          | 7                           | 20                    | 3                     | 48    | 14    |
| Bayern de Munique | 2007–08           | 30                  | 5                   | 6                | 0                | 10                          | 0                           | 3                     | 0                     | 49    | 5     |
| Bayern de Munique | 2008–09           | 29                  | 4                   | 4                | 1                | 9                           | 2                           | -                     | -                     | 42    | 7     |
| Bayern de Munique | Total             | 59                  | 9                   | 10               | 1                | 19                          | 2                           | 3                     | 0                     | 91    | 12    |
| Hamburgo          | 2009–10           | 23                  | 6                   | 2                | 0                | 14                          | 1                           | -                     | -                     | 39    | 7     |
| Hamburgo          | 2010–11           | 31                  | 1                   | 2                | 0                | -                           | -                           | -                     | -                     | 33    | 1     |
| Hamburgo          | Total             | 54                  | 7                   | 4                | 0                | 14                          | 1                           | -                     | -                     | 72    | 8     |
| Al-Gharafa        | 2011–12           | 12                  | 9                   | -                | -                | -                           | -                           | -                     | -                     | 12    | 9     |
| Al-Gharafa        | Total             | 12                  | 9                   | -                | -                | -                           | -                           | -                     | -                     | 12    | 9     |
| Grêmio            | 2012              | 29                  | 3                   | -                | -                | 4                           | 1                           | -                     | -                     | 33    | 4     |
| Grêmio            | 2013              | 23                  | 3                   | 1                | 0                | 9                           | 3                           | 9                     | 4                     | 42    | 10    |
| Grêmio            | 2014              | 31                  | 0                   | 1                | 0                | 5                           | 0                           | 7                     | 1                     | 44    | 1     |
| Grêmio            | Total             | 83                  | 6                   | 2                | 0                | 18                          | 4                           | 16                    | 5                     | 119   | 15    |
| Palmeiras         | 2015              | 26                  | 2                   | 9                | 4                | -                           | -                           | 14                    | 1                     | 49    | 7     |
| Palmeiras         | 2016              | 27                  | 1                   | 4                | 1                | 5                           | 0                           | 9                     | 0                     | 45    | 2     |
| Palmeiras         | 2017              | 18                  | 0                   | 3                | 0                | 5                           | 1                           | 13                    | 0                     | 39    | 4     |
| Palmeiras         | Total             | 71                  | 3                   | 13               | 5                | 5                           | 1                           | 23                    | 1                     | 133   | 13    |
| Total na carreira | Total na carreira | 592                 | 59                  | 45               | 7                | 134                         | 18                          | 89                    | 9                     | 961   | 95    |

- a. ^ Jogos da Copa do Brasil, Copa do Rei, Copa da Alemanha e Copa do Catar
- b. ^ Jogos da Copa Sul-Americana, Copa Libertadores da América, Liga Europa da UEFA e Liga dos Campeões da UEFA
- c. ^ Jogos do Campeonato Paulista, Campeonato Gaúcho, Supercopa da Espanha e Copa da Liga Alemã
- d. ^ Nos casos de Portuguesa e Flamengo não se tem informações concretas dos campeonatos que as partidas foram disputadas, por este motivo serão colocadas nesta coluna da tabela (Outros torneios)

## Títulos
Real Madrid
- La Liga: 1996–97
- Supercopa da Espanha: 1997

Bayern de Munique

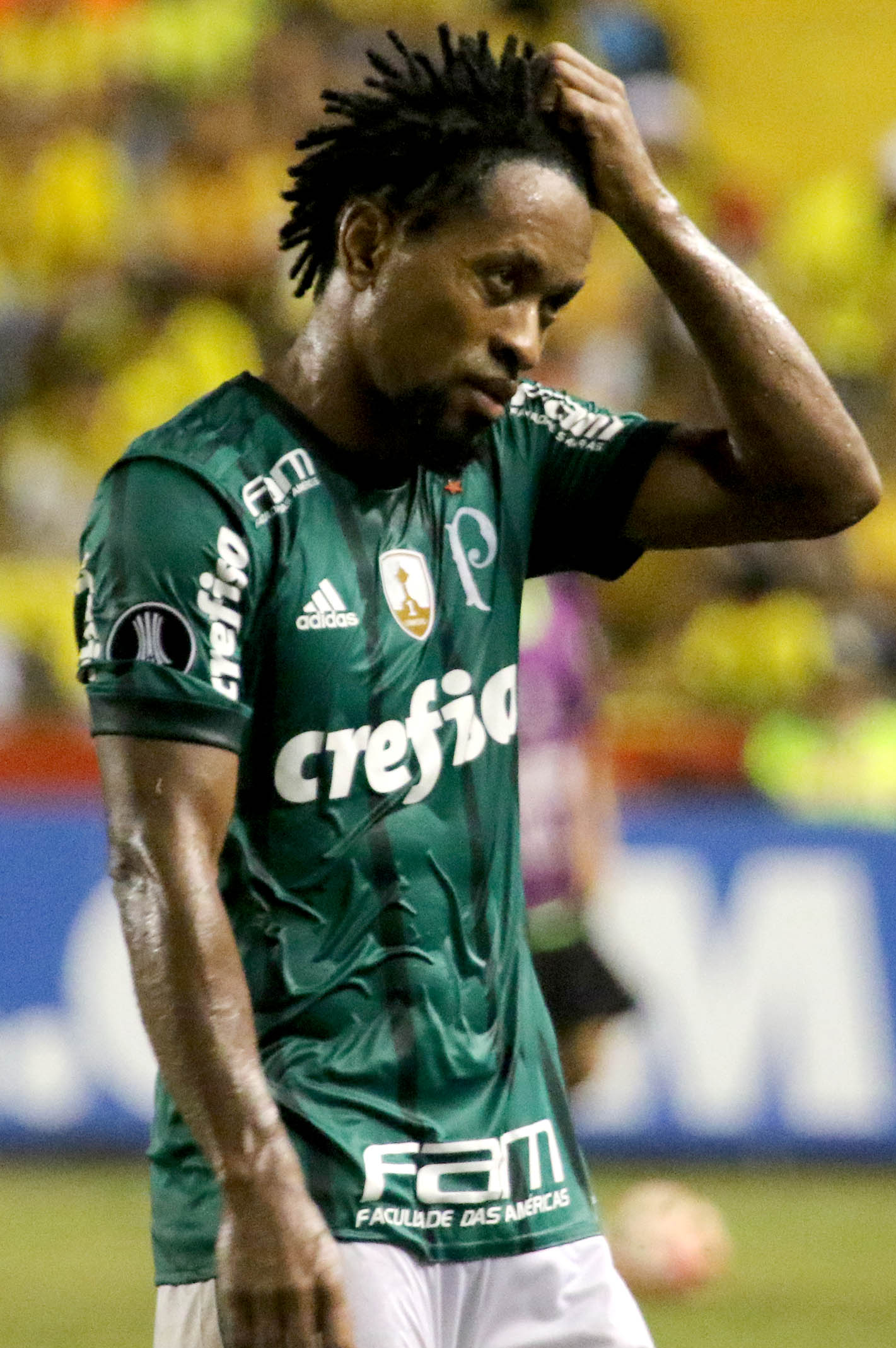
Zé Roberto com o Palmeiras em 2017

- Bundesliga: 2002–03, 2004–05, 2005–06 e 2007–08
- Copa da Alemanha: 2002–03, 2004–05, 2005–06 e 2007–08
- Copa da Liga Alemã: 2004 e 2007

Santos
- Campeonato Paulista: 2007

Al-Gharafa
- Copa do Catar: 2012

Palmeiras
- Copa do Brasil: 2015
- Campeonato Brasileiro: 2016

Seleção Brasileira
- Copa das Confederações FIFA: 1997 e 2005
- Copa América: 1997 e 1999

### Prêmios individuais
- Bola de Prata da revista Placar: 1996, 2012 e 2014[42][43]
- Seleção da Bundesliga pela Kicker: 1999–00, 2001–02 e 2007–08
- Seleção da Copa do Mundo da FIFA: 2006
- Craque do Campeonato Paulista: 2007[14]
- Seleção do Campeonato Paulista: 2007[14] e 2015[26]
- Seleção da América do Sul do Diário AS: 2015, 2016[44] e 2017
- Prêmio Craque do Brasileirão - Gol Mais Bonito do Campeonato: 2016[45]